# Laurence Owen
Laurence Rochon Owen detta Laurie (Berkeley, 9 maggio 1944 – Bruxelles, 15 febbraio 1961) è stata una pattinatrice artistica su ghiaccio statunitense, campionessa nazionale nel singolo donne.
Secondogenita di Guy Owen e Maribel Vinson-Owen, entrambi pattinatori, Laurence Owen iniziò a pattinare in tenera età, sotto la guida della madre allenatrice. A soli quindici anni partecipò alle Olimpiadi di Squaw Valley nel 1960, classificandosi al sesto posto. A gennaio dell'anno dopo vinse i campionati statunitensi a Colorado Springs, ottenendo la qualificazione per i campionati mondiali di pattinaggio di figura che si sarebbero tenuti quell'anno a Praga. Anche la sorella maggiore Maribel Owen, pattinatrice pure lei, si qualificò per i mondiali vincendo il titolo nazionale nelle coppie assieme a Dudley Richards. Quell'edizione dei campionati statunitensi fu la prima ad essere trasmessa in televisione, e le tre donne della famiglia Owen divennero subito delle celebrità. Alcune settimane dopo Laurence Owen vinse anche il North American Championship.
Il 13 febbraio 1961 la prestigiosa rivista Sports Illustrated le dedicò la copertina definendola "America's most exciting girl skater", la più entusiasmante pattinatrice d'America.
Due giorni dopo Laurence Owen morì. Il volo Sabena 548 su cui viaggiava la squadra statunitense per i mondiali di pattinaggio si schiantò nei pressi di Bruxelles, causando la morte di tutte le persone a bordo e di un contadino che stava lavorando nei campi. Tutti i componenti della nazionale, 18 pattinatori e 16 tra allenatori, giudici e accompagnatori, persero la vita. Gli imminenti campionati del mondo vennero annullati in segno di lutto.
Laurence Owen venne sepolta con la madre e la sorella, anche loro vittime del disastro aereo, nel Mount Auburn Cemetery di Cambridge, nel Massachusetts.

## Palmarès
| Evento                            | 1959  | 1960 | 1961 |
| --------------------------------- | ----- | ---- | ---- |
| Giochi olimpici invernali         |       | 6°   |      |
| Campionati mondiali               |       | 9°   |      |
| North American Championships      |       |      | 1°   |
| Campionati nazionali statunitensi | 1° J. | 3°   | 1°   |